# Stella Inda
María de la Soledad García Corona (Pátzcuaro, Michoacán, 28 de juny de 1924 - Ciutat de Mèxic, 7 de desembre de 1995), coneguda com Stella Inda, va ser una actriu i mestra d'actuació mexicana, destacada durant l'Època d'Or del cinema mexicà. És recordada per la seva participació en les pel·lícules; Los olvidados (1950), i El rebozo de Soledad (1952).

## Biografia i carrera
Va néixer a Pátzcuaro, en l'estat mexicà de Michoacán el 28 de juny de 1924. Des de jove es va interessar per l'actuació, fet que la va portar a estudiar a l'Escola d'Art Teatral de l'INBA. Va ser l'escriptor i director d'escena Celestino Gorostiza, que li va donar la seva primera oportunitat d'aparèixer en escena amb el grup de teatre Orientació. También va pertànyer al grup teatral PROA, fundat per José de Jesús Aceves, on hi havia joves d'origen intel·lectual molt divers, dels quals alguns van deixar després l'escenari i altres es van convertir en actors professionals com Francisco Muller, la mítica María Douglas i la mateixa Stella.
En 1934, Inda va començar la seva carrera cinematogràfica amb un modest paper en la cinta La mujer del puerto, seguit de participacions com a extra en altres pel·lícules menors. En 1937 l'important artista plàstic Adolfo Best Maugard preparava la pel·lícula La mancha de sangre entre les aspirants va descobrir a Stella, mentre ballava vestida amb roba que li havia prestat una prostituta, per a fer el càsting. De seguida la va triar i li va donar el seu malnom artístic: Stella Inda, sent aquesta cinta la primera que protagonitza formalment. A aquesta li va seguir La noche de los mayas (1939), de Chano Urueta, en la qual comparteix crèdits amb Arturo de Córdova i Isabela Corona, la seva companya habitual de teatre.
Encara que les seves dues primeres participacions estel·lars van ser tot un èxit, no va tenir noves oportunitats de lluïment total, encara que si en papers on va demostrar la seva capacitat per a l'actuació en cintes com: La torre de los suplicios (1941), La feria de las flores (1943), cinta que marca el debut formal de la posterior estrella, Pedro Infante, Santa (1943) i La fuga (1944), ambdus de Norman Foster i amb Esther Fernández i Ricardo Montalbán com a protagonistes principals, Amok (1944), amb María Félix, Bugambilia (1945), d’ Emilio “Indio” Fernández, amb Dolores del Río i Pedro Armendáriz i Bodas trágicas (1946), en la que debuta Miroslava Stern. En 1948 escriu l'adaptació cinematogràfica del film El gallero, vehicle estel·lar de Tito Guizar i Rita Macedo.
En 1947 va acceptar participar en la producció de Hollywood Captain from Castile, tenint el breu paper de La Malinche i amb Tyrone Power com a protagonista, després d'aquest projecte li arribaria el paper de la seva vida: la mare de Pedro (Alfonso Mejía), que és seduïda pel seu amic el jaibo (Roberto Cobo) a Los olvidados de Luis Buñuel; cinta que va guanyar en el 4t Festival Internacional de Cinema de Canes i li dona el seu Primer Ariel. El seu paper causa controvèrsia entre la societat mexicana, ja que no podia admetre que una mare mexicana es comportés com ho feia el personatge de Inda; no obstant això, l'èxit internacional els va tapar la boca. El juliol del 1945 va conèixer a l'escriptor Xavier López Ferrer, amb qui es va casar més tard i va ser un conte seu,, El rebozo de Soledad, el text que va proposar a Roberto Gavaldón perquè el filmés en 1952. El film es converteix en un èxit instantani i li dona a Stella el seu segon Ariel.
Després d'aquesta cinta no va tenir totes les oportunitats de participar en el cinema mexicà que ella hagués desitjat, encara que va ser present en la sèrie de pel·lícules sobre La momia Azteca, protagonizadas por Ramón Gay protagonitzades per Ramón Gay i que en anys recents s'han tornat títols de culte en Europa, destaca la seva magistral actuació en la cinta Fe, esperanza y caridad (Jorge Fons, 1974). Després de filmar aquestes cintes es dedica principalment al teatre, on va destacar per les seves actuacions en les obres Moctezuma II, de Sergio Magaña y Frida Kahlo, Viva la vida, de Federico S. Inclán, principalment. El 1966 va obtenir el premi a la millor direcció per la posada en escena de La gavina, de Txèkhov. Al cinema ja sol va tornar per a participacions menors.
En els últims anys, va ser professora d'interpretació a l'Instituto Nacional de Bellas Artes a Mèxic. En 1964 el INBA la va enviar pel lapse d'un any a formar actors a Guadalajara, on va impartir un curs al Teatre Experimental de Jalisco. Alguns dels seus alumnes van ser Rosita i Guillero "Willy" Aldrete i el dramaturg Guillermo Schmidhuber; com a resultat va dirigir amb els seus alumnes El procés a Jesús de Diego Fermi i La Gavina de Txèkhov, al Teatro Degollado. La sala d'assajos del Teatre Experimental porta avui el seu nom. També va impartir cursos d'actuació en Colima i va presentar "El profeta" amb versos de Yibrán Jalil Yibrán. La seva influència magisterial va marcar un canvi en l'escena d'aquests Estats.
Al seu retorn a la ciutat de Mèxic va actuar en diverses obres; sobresurt la seva actuació en Pares terribles de Jean Cocteau. Posteriorment va formar part dels assessors tècnics d'activitats culturals de la Prefectura de Prestacions Socials del IMSS compartint labors amb Margarita Mendoza López i Daniel Salazar. En forma paral·lela, va dirigir una grup de dansa folklòrica anomenada "Stella Inda i El seu Conjunt". L'amor de la seva vida, Xavier López Ferrer va morir en 1986. Stella es va allunyar de l'escena per la seva creixent sordesa.

## Mort
El 7 de desembre de 1995, Inda va morir als 71 anys d'edat a Ciutat de Mèxic.

## Premis

### Premis Ariel
| Any  | Categoria            | Pel·lícula           | Resultat  |
| ---- | -------------------- | -------------------- | --------- |
| 1951 | Coactuación femenina | Los olvidados        | Guanyador |
| 1954 | Actriu               | El rebozo de soledad | Guanyador |